# Priekopa (Martin)
Priekopa je městská část města Martin.
Nachází se v dolním Turci, v severní části města u soutoku řek Turce a Váhu. V současnosti se zde kromě staré zástavby, pocházející až z 18. století, nachází panelové sídliště, které navazuje na zástavbu sousedních Vrútek – v minulosti také městské části Martina. Severozápadní část Priekop se jmenuje podle Ulice Kolónia Hvězda, z které se dále pokračuje až na Martinské Hole. Kolónia Hvězda se ulicí Finská rozděluje na Vrúteckou část a na Martinskou část. Nachází se zde i Martinský městský hřbitov a autocamping Turiec. Jezdí sem autobusové linky č. 23 a 33.